# Юлія Ріхтер
Юлія Ріхтер  (нім. Julia Richter, 29 вересня 1988) — німецька веслувальниця, олімпійська медалістка.

## Виступи на Олімпіадах
| Олімпіада   | Дисципліна     | Місце  |
| ----------- | -------------- | ------ |
| Лондон 2012 | четвірка парна | Срібло |